# Monument van Thrasyllos
Het Monument van Thrasyllos was een choregisch monument in het oude Athene. Het was gebouwd in een grot net boven het Theater van Dionysos op de zuidhelling van de Akropolis. Het monument was opgericht door de choreeg Thrasyllos van Dekeleia n.a.v. een overwinning met zijn koor in de dithyrambe voor mannen in 320/319 v.Chr. Het monument bestond uit een ornamentele façade van drie Dorische pilasters van pentelisch marmer met deuren ertussen. Daarboven waren een architraaf met inscriptie (IG II² 3056) en een fries, waarop de bronzen drievoet was geplaatst die de feitelijke overwinningsprijs vormde.
Thrasyllos' zoon Thrasykles gebruikte de opvallende locatie van zijn vaders monument in 270 v.Chr. voor een toevoeging, nadat hij zelf overwinningen had behaald met zijn koren bij zowel de dithyrambe voor knapen als bij die voor mannen. Dit blijkt uit de bewaard gebleven inscripties (IG II² 3083). Hoe het er precies uitzag is onduidelijk maar tot zijn uitbreiding behoorden niet alleen de twee gewonnen drievoeten, maar ook een beeld van een zittende Dionysos dat boven de façade uitstak. Het werd aan het begin van de 19e eeuw meegenomen door Lord Elgin en bevindt zich tegenwoordig in het British Museum te Londen.
Het monument werd in de Byzantijnse tijd omgevormd tot een kapel voor Panaghia Chrysopeliotissa (Heilige Maagd van de Gouden Grot). In 1827 werd het vernield bij de belegering van de Akropolis door de Turken. Momenteel wordt het gereconstrueerd door het Griekse Ministerie van Cultuur.

## Afbeeldingen

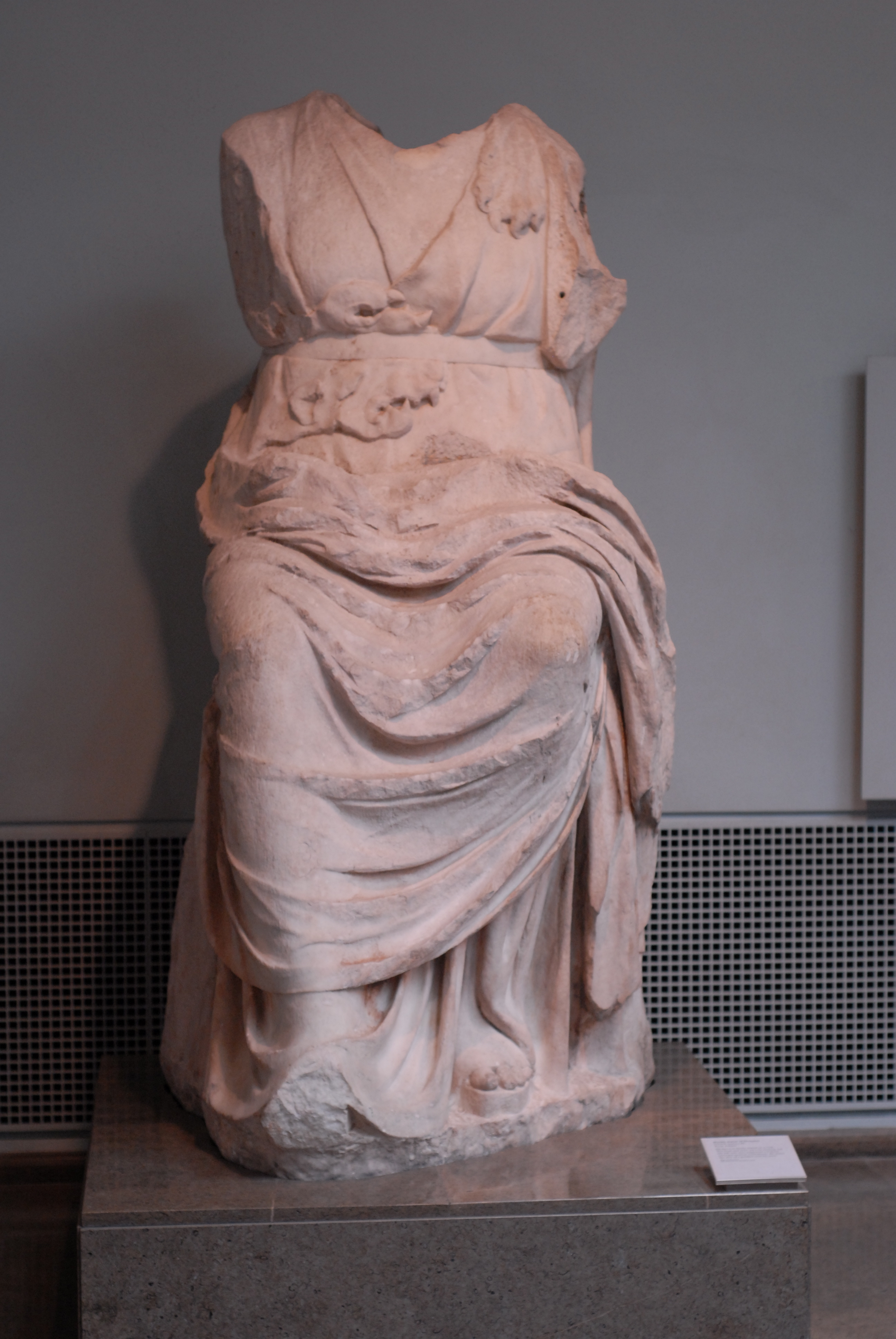
Beeld van Dionysos afkomstig van het Monument van Thrasyllos en nu in het British Museum
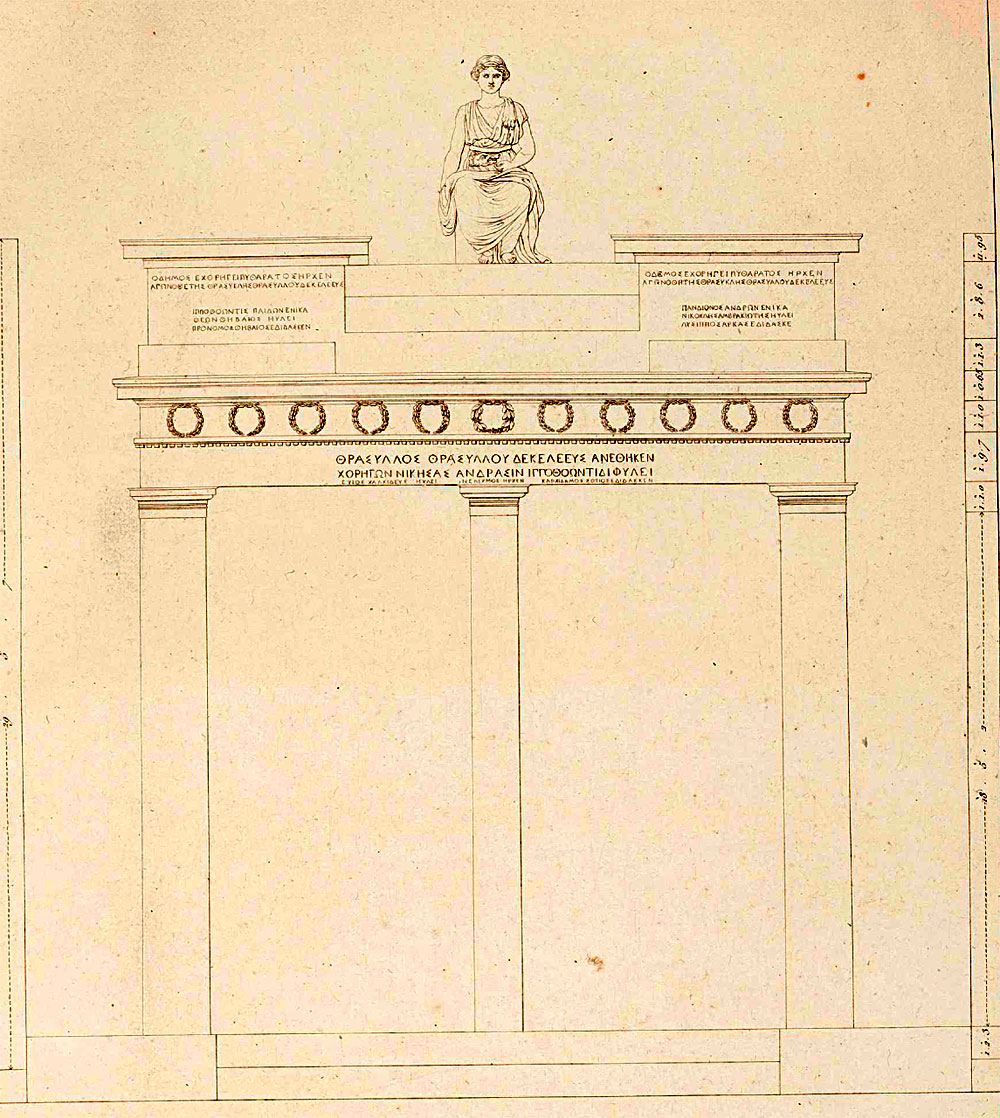
Reconstructie van het Monument van Thrasyllos
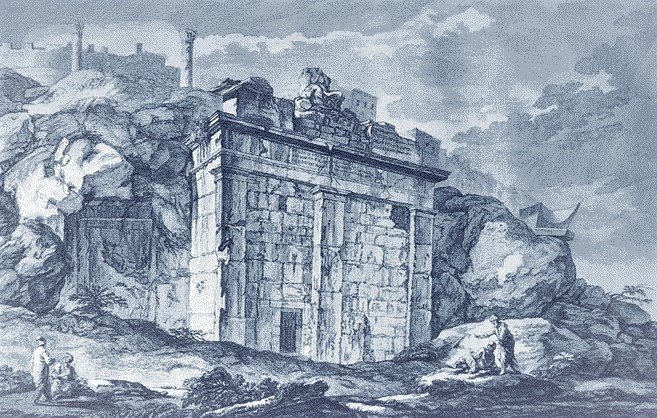
Het Monument van Thrasyllos in 1758